# Atletika na Letních olympijských hrách 1972
Na letních olympijských hrách v roce 1972 v Mnichově bylo celkem 38 akcí v atletice, 24 pro muže a 14 pro ženy. Zúčastnilo se celkem 1324 sportovců ze 104 zemí.

## Muži
| Disciplína               | Zlato                                                                                   | Výkon     | Stříbro                                                                                        | Výkon     | Bronz                                                                                    | Výkon     |
| 100 m                    | Valerij Borzov · Sovětský svaz (URS)                                                    | 10.14     | Robert Taylor · Spojené státy americké (USA)                                                   | 10.24     | Lennox Miller · Jamajka (JAM)                                                            | 10.33     |
| 200 m                    | Valerij Borzov · Sovětský svaz (URS)                                                    | 20.00     | Larry Black · Spojené státy americké (USA)                                                     | 20.19     | Pietro Mennea · Itálie (ITA)                                                             | 20.30     |
| 400 m                    | Vincent Matthews · Spojené státy americké (USA)                                         | 44.66     | Wayne Collett · Spojené státy americké (USA)                                                   | 44.80     | Julius Sang · Keňa (KEN)                                                                 | 44.92     |
| 800 m                    | Dave Wottle · Spojené státy americké (USA)                                              | 1:45.86   | Jevgenij Aržanov · Sovětský svaz (URS)                                                         | 1:45.89   | Mike Boit · Keňa (KEN)                                                                   | 1:46.01   |
| 1500 m                   | Pekka Vasala · Finsko (FIN)                                                             | 3:36.33   | Kipchoge Keino · Keňa (KEN)                                                                    | 3:36.81   | Rod Dixon · Nový Zéland (NZL)                                                            | 3:37.46   |
| 5000 metrů               | Lasse Virén · Finsko (FIN)                                                              | 13:26.42  | Mohammed Gammoudi · Tunisko (TUN)                                                              | 13:27.33  | Ian Stewart · Velká Británie (GBR)                                                       | 13:27.61  |
| 10 000 metrů             | Lasse Virén · Finsko (FIN)                                                              | 27:38.35  | Emiel Puttemans · Belgie (BEL)                                                                 | 27:39.58  | Miruts Yifter · Etiopie (ETH)                                                            | 27:40.96  |
| 110 m překážek           | Rod Milburn · Spojené státy americké (USA)                                              | 13.24     | Guy Drut · Francie (FRA)                                                                       | 13.34     | Thomas Hill · Spojené státy americké (USA)                                               | 13.48     |
| 400 metrů překážek       | John Akii-Bua · Uganda (UGA)                                                            | 47.82     | Ralph Mann · Spojené státy americké (USA)                                                      | 48.51     | David Hemery · Velká Británie (GBR)                                                      | 48.52     |
| 3000 m překážek          | Kipchoge Keino · Keňa (KEN)                                                             | 8:23.64   | Ben Jipcho · Keňa (KEN)                                                                        | 8:24.62   | Tapio Kantanen · Finsko (FIN)                                                            | 8:24.66   |
| 4 × 100 m štafeta        | Spojené státy americké (USA) · Larry Black · Robert Taylor · Gerald Tinker · Eddie Hart | 38.19     | Sovětský svaz (URS) · Aleksandr Kornelyuk · Vladimir Lovetskiy · Yuris Silovs · Valerij Borzov | 38.50     | Západní Německo (FRG) · Jobst Hirscht · Karlheinz Klotz · Gerhard Wucherer · Klaus Ehl   | 38.79     |
| 4 × 400 m štafeta        | Keňa (KEN) · Charles Asati · Munyoro Nyamau · Robert Ouko · Julius Sang                 | 2:59.83   | Velká Británie (GBR) · Martin Reynolds · Alan Pascoe · David Hemery · David Jenkins            | 3:00.46   | Francie (FRA) · Gilles Bertould · Daniel Velasques · Francis Kerbiriou · Jacques Carette | 3:00.65   |
| Maratonský běh           | Frank Shorter · Spojené státy americké (USA)                                            | 2:12:19.8 | Karel Lismont · Belgie (BEL)                                                                   | 2:14:31.8 | Mamo Wolde · Etiopie (ETH)                                                               | 2:15:08.4 |
| Chůze na 20 km (silnice) | Peter Frenkel · Německá demokratická republika (GDR)                                    | 1:26:42.4 | Vladimir Golubničij · Sovětský svaz (URS)                                                      | 1:26:55.2 | Hans Reimann · Německá demokratická republika (GDR)                                      | 1:27:16.6 |
| Chůze na 50 km (silnice) | Bernd Kannenberg · Západní Německo (FRG)                                                | 3:56:11.6 | Veniamin Soldatěnko · Sovětský svaz (URS)                                                      | 3:58:24.0 | Larry Young · Spojené státy americké (USA)                                               | 4:00:46.0 |
| Skok do dálky            | Randy Williams · Spojené státy americké (USA)                                           | 8.24 m    | Hans Baumgartner · Západní Německo (FRG)                                                       | 8.18 m    | Arnie Robinson · Spojené státy americké (USA)                                            | 8.03 m    |
| Trojskok                 | Viktor Sanějev · Sovětský svaz (URS)                                                    | 17.35 m   | Jörg Drehmel · Německá demokratická republika (GDR)                                            | 17.30 m   | Nelson Prudêncio · Brazílie (BRA)                                                        | 17.05 m   |
| Skok do výšky            | Jüri Tarmak · Sovětský svaz (URS)                                                       | 2.23 m    | Stefan Junge · Německá demokratická republika (GDR)                                            | 2.21 m    | Dwight Stones · Spojené státy americké (USA)                                             | 2.21 m    |
| Skok o tyči              | Wolfgang Nordwig · Německá demokratická republika (GDR)                                 | 5.50 m    | Bob Seagren · Spojené státy americké (USA)                                                     | 5.40 m    | Jan Johnson · Spojené státy americké (USA)                                               | 5.35 m    |
| Vrh koulí                | Władysław Komar · Polsko (POL)                                                          | 21.18 m   | George Woods · Spojené státy americké (USA)                                                    | 21.17 m   | Hartmut Briesenick · Německá demokratická republika (GDR)                                | 21.14 m   |
| Hod diskem               | Ludvík Daněk · Československo (TCH)                                                     | 64.40 m   | Jay Silvester · Spojené státy americké (USA)                                                   | 63.50 m   | Ricky Bruch · Švédsko (SWE)                                                              | 63.40 m   |
| Hod oštěpem              | Klaus Wolfermann · Západní Německo (FRG)                                                | 90.48 m   | Jānis Lūsis · Sovětský svaz (URS)                                                              | 90.46 m   | Bill Schmidt · Spojené státy americké (USA)                                              | 84.42 m   |
| Hod kladivem             | Anatolij Bondarčuk · Sovětský svaz (URS)                                                | 75.50 m   | Jochen Sachse · Německá demokratická republika (GDR)                                           | 74.96 m   | Vasili Khmelevski · Sovětský svaz (URS)                                                  | 74.04 m   |
| Desetiboj                | Mykola Avilov · Sovětský svaz (URS)                                                     | 8454 bodů | Leonid Lytvynenko · Sovětský svaz (URS)                                                        | 8035 bodů | Ryszard Katus · Polsko (POL)                                                             | 7984 bodů |

## Ženy
| Disciplína         | Zlato | Výkon     | Stříbro | Výkon     | Bronz                                                                                            | Výkon     |
| 100 m              | Renate Stecherová · Německá demokratická republika (GDR)                                                      | 11.07     | Raelene Boyleová · Austrálie (AUS)                                                                               | 11.23     | Silvia Chivásová · Kuba (CUB)                                                                    | 11.24     |
| 200 m              | Renate Stecherová · Německá demokratická republika (GDR)                                                      | 22.40     | Raelene Boyleová · Austrálie (AUS)                                                                               | 22.45     | Irena Szewińská · Polsko (POL)                                                                   | 22.74     |
| 400 m              | Monika Zehrtová · Německá demokratická republika (GDR)                                                        | 51.08     | Rita Wildenová · Západní Německo (FRG)                                                                           | 51.21     | Kathy Hammondová · Spojené státy americké (USA)                                                  | 51.64     |
| 800 m              | Hildegard Falck · Západní Německo (FRG)                                                                       | 1:58.55   | Nijolė Sabaitė · Sovětský svaz (URS)                                                                             | 1:58.65   | Gunhild Hoffmeisterová · Německá demokratická republika (GDR)                                    | 1:59.19   |
| 1500 m             | Ljudmila Braginová · Sovětský svaz (URS)                                                                      | 4:01.38   | Gunhild Hoffmeisterová · Německá demokratická republika (GDR)                                                    | 4:02.83   | Paola Pigniová · Itálie (ITA)                                                                    | 4:02.85   |
| 100 metrů překážek | Annelie Ehrhardtová · Německá demokratická republika (GDR)                                                    | 12.59     | Valeria Bufanuová · Rumunsko (ROU)                                                                               | 12.84     | Karin Balzerová · Německá demokratická republika (GDR)                                           | 12.90     |
| 4 × 100 m štafeta  | Západní Německo (FRG) · Christiane Krauseová · Ingrid Micklerová · Annegret Richterová · Heide Rosendahlová   | 42.81     | Německá demokratická republika (GDR) · Evelyn Kaufer · Christina Heinich · Bärbel Struppert · Renate Stecherová  | 42.95     | Kuba (CUB) · Marlene Elejarde · Carmen Valdés · Fulgencia Romay · Silvia Chivásová               | 43.36     |
| 4 × 400 m štafeta  | Německá demokratická republika (GDR) · Dagmar Käslingová · Rita Kühneová · Helga Seidlerová · Monika Zehrtová | 3:22.95   | Spojené státy americké (USA) · Mable Fergersonová · Madeline Manningová · Cheryl Toussaintová · Kathy Hammondová | 3:25.15   | Západní Německo (FRG) · Anette Rückesová · Inge Böddingová · Hildegard Falcková · Rita Wildenová | 3:26.51   |
| Skok do dálky      | Heide Rosendahlová · Západní Německo (FRG)                                                                    | 6.78 m    | Diana Jorgovová · Bulharsko (BUL)                                                                                | 6.77 m    | Eva Šuranová · Československo (TCH)                                                              | 6.67 m    |
| Skok do výšky      | Ulrike Meyfarthová · Západní Německo (FRG)                                                                    | 1.92 m    | Jordanka Blagoevová · Bulharsko (BUL)                                                                            | 1.88 m    | Ilona Gusenbauerová · Rakousko (AUT)                                                             | 1.88 m    |
| Vrh koulí          | Naděžda Čižovová · Sovětský svaz (URS)                                                                        | 21.03 m   | Margitta Gummelová · Německá demokratická republika (GDR)                                                        | 20.22 m   | Ivanka Christovová · Bulharsko (BUL)                                                             | 19.35 m   |
| Hod diskem         | Faina Melniková · Sovětský svaz (URS)                                                                         | 66.62 m   | Argentina Menisová · Rumunsko (ROU)                                                                              | 65.06 m   | Vasilka Stoevová · Bulharsko (BUL)                                                               | 64.34 m   |
| Hod oštěpem        | Ruth Fuchsová · Německá demokratická republika (GDR)                                                          | 63.88 m   | Jacqueline Todtenová · Německá demokratická republika (GDR)                                                      | 62.54 m   | Kate Schmidtová · Spojené státy americké (USA)                                                   | 59.94 m   |
| Pětiboj            | Mary Petersová · Velká Británie (GBR)                                                                         | 4801 bodů | Heide Rosendahlová · Západní Německo (FRG)                                                                       | 4791 bodů | Burglinde Pollaková · Německá demokratická republika (GDR)                                       | 4768 bodů |

## Medailové pořadí
| Umístění | Stát                                 | Zlato | Stříbro | Bronz | Celkem |
| -------- | ------------------------------------ | ----- | ------- | ----- | ------ |
| 1        | Sovětský svaz (URS)                  | 9     | 7       | 1     | 17     |
| 2        | Německá demokratická republika (GDR) | 8     | 7       | 5     | 20     |
| 3        | Spojené státy americké (USA)         | 6     | 8       | 8     | 22     |
| 4        | Západní Německo (FRG)                | 6     | 3       | 2     | 11     |
| 5        | Finsko (FIN)                         | 3     | 0       | 1     | 4      |
| 6        | Keňa (KEN)                           | 2     | 2       | 2     | 6      |
| 7        | Velká Británie (GBR)                 | 1     | 1       | 2     | 4      |
| 8        | Polsko (POL)                         | 1     | 0       | 2     | 3      |
| 9        | Československo (TCH)                 | 1     | 0       | 1     | 2      |
| 10       | Uganda (UGA)                         | 1     | 0       | 0     | 1      |
| 11       | Bulharsko (BUL)                      | 0     | 2       | 2     | 4      |
| 12       | Austrálie (AUS)                      | 0     | 2       | 0     | 2      |
| 12       | Belgie (BEL)                         | 0     | 2       | 0     | 2      |
| 12       | Rumunsko (ROU)                       | 0     | 2       | 0     | 2      |
| 15       | Francie (FRA)                        | 0     | 1       | 1     | 2      |
| 16       | Tunisko (TUN)                        | 0     | 1       | 0     | 1      |
| 17       | Kuba (CUB)                           | 0     | 0       | 2     | 2      |
| 17       | Etiopie (ETH)                        | 0     | 0       | 2     | 2      |
| 17       | Itálie (ITA)                         | 0     | 0       | 2     | 2      |
| 20       | Rakousko (AUT)                       | 0     | 0       | 1     | 1      |
| 20       | Brazílie (BRA)                       | 0     | 0       | 1     | 1      |
| 20       | Jamajka (JAM)                        | 0     | 0       | 1     | 1      |
| 20       | Nový Zéland (NZL)                    | 0     | 0       | 1     | 1      |
| 20       | Švédsko (SWE)                        | 0     | 0       | 1     | 1      |